# Philonicus ghilarovi
Philonicus ghilarovi är en tvåvingeart som beskrevs av Pavel Lehr 1988. Philonicus ghilarovi ingår i släktet Philonicus och familjen rovflugor.
Artens utbredningsområde är Kazakstan. Inga underarter finns listade i Catalogue of Life.